# Асмус, Андрей Иванович
Генрих (Андрей Иванович) А́смус (нем. Heinrich Asmus; 1759 — 1 мая 1833) — российский садовод немецкого происхождения, придворный садовник Павла I. Известен планировкой и обустройством Павловского парка.

## Биография
Родился в Саксонии. Лютеранин. В середине XVIII века обучался во Франкфурте-на-Майне и, получив звание ученого садовода, приехал из Саксонии в Россию.
В 1786 г. был определен к Павловским садам садовым мастером по Высочайшему соизволению Великого Князя Павла Петровича.
Работал Садовым мастером при Павловских садах 13 лет.
Осуществлял руководство по устройству теплиц, оранжерей и посадкам деревьев в Павловском парке.. В частности, в 1807 году в Павловском парке под его началом работает Жан Тома де Томон.
Также выполнял работу художника.
В настоящее время садовый отдел Государственного музея-заповедника Павловск планирует восстановить клумбы и растительные композиции, созданные Асмусом во времена его службы в должности придворного садовника Павловского дворца.
Его «Воздушный театр» (1811) в центральном районе Павловского парка является Памятником Федерального значения.

Служил успешно и смог приобрести собственный дом в Павловске (выморочен и уничтожен в 2008 году). Из учетной карточка КГИОПа: 
Участок отведен под застройку для жилья и разведения сада с оранжереями и теплицами в 1790-х годах. Садовому мастеру А. И. Асмусу и принадлежал его наследникам до 1917 г.
Умер 1 мая 1833 года.

## Семья
Существует предположение, что Генрих Асмус — родственник барона Карла Иеронима фон Мюнхгаузена.
Супруга:
- Асмус (Мертенс), Елена Ивановна (1780[источник не указан 472 дня]-?), лютеранка

Дети:
- Асмус, Василий Андреевич (1801-?) — служил в кадетском корпусе. Жена — Асмус (Цеперник), Елена Васильевна.
- Асмус, Фридрих Андре (Фёдор Андреевич) (24 января 1804–29 мая 1888) — служил в Петропавловской крепости.[8][9]
- Асмус, Николай Андреевич (1815-?) — служил в сухопутном госпитале лекарем
- Асмус, Вольдемар Андре (Владимир Андреевич) (1818—1878)
- Асмус, Александр Андреевич (1821-?) — воспитанник коммерческого училища.

Потомки:
- Адашев (Асмус), Владимир Фёдорович — жил и работал в Петропавловской крепости в качестве военного инженера[10] в крепостном инженерном управлении в 1880—1900-х годах. Осуществил реконструкцию части куртин и бастионов, гауптвахты[11]. А также Здание офицерского собрания и Обер-офицерский флигель (ныне — памятники Федерального значения[4]. В 1914 году семья поменяла фамилию на Адашевы[12].
- Асмус, Константин Владимирович (12 мая 1857, СПб — 22 февраля 1916, Н. Новгород). — участник Первой мировой войны, Генерал-лейтенант, начальник 27-й пехотной дивизии, Кавалер Ордена Св. Анны (1, 2, 3 степени), Кавалер Ордена Св. Станислава (1, 2, 3 степени), Кавалер Ордена Св. Владимира 3-й степени и Георгиевского оружия[13].
- Асмус, Виктор Николаевич — советский кинорежиссёр, кинооператор. Член Союза кинематографистов СССР (Московское отделение, данные на 1 марта 1981 года). Лауреат двух Сталинских премий.
- Асмус, Алексей Фёдорович (1860—1914) — начальник инженерной дистанции, подполковник. Проживал в г. Тифлис.
- Асмус,Екатерина Робертовна  — российский писатель, сценарист кино.